# R. S. Thomas
Ronald Stuart Thomas, R.S.Thomas, (Cardiff, 29 de març del 1913 – Pentrefelin, País de Gal·les, 25 de setembre del 2000) va ser un poeta en llengua anglesa i sacerdot anglicà gal·lès, famós pel seu nacionalisme, espiritualitat i antipatia pels anglesos. Fou el poeta gal·lès més conegut de la seva època i un abrandat defensor de la seva llengua. Hom l'ha considerat, també, un dels principals poetes religiosos del segle xx.

## Biografia
R. S. Thomas nasqué a Cardiff, fill únic de Thomas Hubert (Huw) i Margeret Thomas. Després de diveros trasllats a causa de la feina del seu pare, mariner, la família s'establí a Caergybi (Ynys Môn) el 1918. Rebé una beca el 1932 per estudiar a l'University College of North Wales, a Bangor, on s'especialitzà en Estudis Clàssics (1932-1935). Quatre anys més tard, havent acabat els estudis de teologia al Saint Michael's College de Llandaf, fou ordenat sacerdot de l'Església Anglicana de Gal·les i, entre els anys 1936 i 1940 va ser coadjutor a Y Waun (aleshores comtat de Sir Ddinbych, des del 1996 comtat de Wrecsam), on conegué la seva futura muller, Mildred (Elsi) Eldridge, una pintora anglesa.
Es casaren el 1940, i visqueren plegats fins al traspàs d'ella, el 1991. Rarament parlaven entre ells, i mai no se'ls veié tocar-se; tot i això, tingueren un fil, Gwydion, nascut el 1945. La família Thomas visqué amb austeritat ermitana, sense els conforts de la vida moderna, per pròpia elecció del poeta sobretot. Una de les poques comoditats domèstiques que es permeteren fou una nevera, que Thomas acabà refusant perquè decidí que era massa sorollosa.
Durant dotze anys, de 1942 al 1954, Thomas va ser rector a Manafon, un poblet de la comarca rural de Powys. Fou durant aquesta estada a Manafon que començà a estudiar gal·lès, i quan publicà els seus primers tres llibres de poesia, The Stones of the Field (Les pedres del camp), An Acre of Land (Un acre de terra) i The Minister (El Ministre).
La carrera poètica de Thomas visqué un canvi d'inflexió amb la publicació del seu quart llibre, Song at the Year's Turning, una recopilació dels tres volums anteriors molt ben acollida per la crítica. La seva anomenada també augmentà per l'obtenció del Premi Heinemann de la Reial Societat de Literatura.
Aprengué gal·lès als 30 anys, massa tard, digué, com per a poder escriure-hi poesia, encara que els anys seixanta els passà treballant en un medi predominantment gal·lo-parlant. Escrigué dos llibres de prosa en aquesta llengua, Neb (Ningú), una autobiografia franca i irònica escrita en tercera persona, i Blwyddyn yn Llŷn (Un any a Llŷn). El 1964 li fou atorgada la Queen's Gold Medal for Poetry.
Després d'haver passat per les parròquies d'Eglwys-fach (del 1954 al 1967) i Aberdaron, es retirà de l'ofici eclesiàstic el 1978, i amb la seva esposa marxà a viure a Y Rhiw, en "una caseta sense calefacció en una de les parts més belles de Gal·les on, tanmateix, la temperatura baixava, de vegades, per sota del punt de congelació". Alliberat dels constrenyiments de l'activitat eclesiàstica, pogué involucrar-se més activament en causes que li eren importants i esdevingué un defensor acèrrim del nacionalisme gal·lès.
El 1994 es traslladà a Llanfairynghornwy, Ynys Môn, Anglesey on, dos anys més tard, esposà la seva segona muller, Elisabeth (Betty) Vernon. Fou nominat per al Premi Nobel de literatura el 1996, l'any que el guanyà l'irlandès Seamus Heaney. Mort als 87 anys, hom li dedicà un homenatge a l'Abadia de Westminster de Londres, amb lectures per Heaney, Andrew Motion, Gillian Clarke i John Burnside.
En vida, el seu temperament misantrop el portà a ser titllat de difícil i taciturn, i hom l'anomenà L'ogre de Gal·les.

## Ideari
Thomas fou defensor de la Campanya per al Desarmament Nuclear i seguidor d'una mena de Pacifisme Cristià, alhora que també justificà la crema de segones residències d'anglesos. Sobre aquest tema en digué "què seria la mort d'un anglès, davant de l'assassinat de la nostra Nació?". En el sentit nacional, la seva relació amb els anglesos i el fet anglès fou una d'ambivalència on es contraposaven les seves proclames nacionalistes, que titllaren de tebi el Plaid Cymru (Partit Gal·lès) en la seva oposició a Anglaterra, amb el matrimoni amb una anglesa, enviar a estudiar el fill a l'"altra" banda de la frontera i l'acceptació de la Queen's Poetry Medal.
Treballà activament en la defensa de la natura (tota la vida fou afeccionat a l'observació dels ocells) i col·laborà amb la Royal Society for the Protection of Birds (Societat Reial per a la Protecció dels Ocells) i amb societats gal·leses en la preservació del milà. Coherent amb la seva forma de pensar, es donà de baixa de la RSPB quan aquesta proposà d'introduir falcònids no autòctons de Gal·les.
El fill del poeta, Gwydion, rememora els sermons de son pare, mormolant inacabablement sobre la maldat de tractors, màquines de rentar, televisions i altres andròmines modernes. Thomas predicava contra la distracció de barallar-se amb artefactes en comptes d'atendre les necessitats més espirituals. "Era la Màquina, vaja" Gwydion esplicà a un dels seus biògrafs. "Això, a una congregació que no tenia cap d'aquestes coses i es glatia per haver-les ". Si bé segurament portant algunes idees a l'extrem, Thomas -tal com diu Dalrymple- "plantejava una qüestió profunda, a la que ningú no ha trobat resposta: Quin sentit té la vida? Simplement consumir més i més, i entretenir-se amb diversions i artefactes cada vegada més elaborats? Què farà això a les nostres ànimes?"

## Obra
Gairebé tota la producció del poeta es concentra en dues temàtiques germanes, el paisatge gal·lès i els gal·lesos. Per dessota, la política: la descripció més lírica i simple d'un camp o un turó pot ser llegida com una reafirmació política, i la seva visió dels gal·lesos com un poble conquerit sempre hi és, poc o molt, present. El punt de vista religiós, propi de la seva condició sacerdotal, és igualment present en les seves obres.
| «                                                                 | We were a people, and are so yet. When we have finished quarrelling for crumbs Under the table, or gnawing the bones Of a dead culture, we will arise, And greet each other in a new dawn. | » |
| — R.S.Thomas, Fragment de Welsh History al llibre An Acre of Land | |   |

Els interessos esmentats marcaren la seva obra en una forma distintiva i la feren, possiblement, una diana fàcil per a la sàtira. El lector, malgrat tot, no pot dubtar mai del compromís i la sinceritat del poeta. Els seus escrits primerencs se centren en les vides dels seus feligresos, els treballadors de les granges i les seves dones. El poeta destrueix la confortable imatge del poema "pastoral" tradicional amb descripcions dures i realistes de la vida que es vivia a les valls. Per ell, la bellesa del paisatge, sempre present, no és mai una compensació per la magror del salaris o les monòtones condicions del treball a pagès. Aquesta visió desencantada de la vida al camp repta molts escriptors anglesos que conrearen la mateixa temàtica, incloent-hi el seu famós contemporani, l'escriptor Dylan Thomas.
Coincidint amb la seva estada a Aberdaron en un medi totalment gal·lès, l'evolució de la seva poesia arraconà la temàtica rural i nacionalista, desaparegué el seu interlocutor imaginari, el pagès Iago Prytherch, i passà a prendre un caire més metafísic, més experimental, incidint més en l'espiritualitat i en la consideració d'un Déu obscur o absent. Aquest canvi d'orientació es mostra a H'm (1972) i, amb un títol definitori, a Laboratories of the Spirit (1975). Thomas descriuria aquest gir com una investigació en la "geometria adulta de la ment".
Malgrat el seu nacionalisme abrandat, Thomas podia ser molt estricte amb els seus compatriotes i les seves obres es poden llegir més sovint com una crítica dels gal·lesos que no pas un enaltiment. En paraules pròpies, hi ha una "manca d'amor pels humans" en la seva poesia. Altres crítics no han estat tan durs; Al Alvarez en digué: "Era meravellós, molt pur, molt amarg, però l'amargor era bella i rarament mostrada. Era una figura, un poeta bo, molt bo... ". El professor M. Wynn Thomas en digué: "Fou l'Aleksandr Soljenitsin de Gal·les perquè va ser un gran agitador de la consciència [nacional] gal·lesa. Va ser un dels poetes europeus, i en la llengua anglesa, més grans del segle."
Les darreres obres de Thomas vengueren cadascuna, només a la Gran Bretanya, uns 20.000 exemplars.

## Obres

### Poesia
- The Stones of the Field (Carmarthen: Druid Press, 1946)
- An Acre of Land (Newtown: Montgomeryshire Printing Co, 1952)
- The Minister (Newtown: Montgomeryshire Printing Co, 1953)
- Song at the Year's Turning: poems 1942-1954 (London: Rupert Hart-Davis, 1955)
- Poetry for Supper (London: Rupert Hart-Davis, 1958)
- Tares (London: Rupert Hart-Davis, 1961)
- The Bread of Truth (London: Rupert Hart-Davis, 1963)
- Pietà (London: Rupert Hart-Davis, 1966)
- Not That He Brought Flowers (London: Rupert Hart-Davis, 1968)
- H'm (London: McMillan, 1972)
- Laboratories of the Spirit (London: Macmillan, 1975)
- The Way of It (Sunderland: Ceolfrith Press, 1977), il·lustrat per Barry Hirst
- Frequencies (London: Macmillan, 1978)
- Ingrowing Thoughts (Bridgend: Poetry Wales, 1985)
- Experimenting with an Amen (London: Macmillan, 1986)
- Welsh Airs (Bridgend: Poetry Wales, 1987)
- The Echoes Return Slow (London: Macmillan, 1988)
- Counterpoint (Newcastle upon Tyne: Bloodaxe, 1990)
- Mass for Hard Times (Newcastle upon Tyne: Bloodaxe, 1992)
- Collected poems (1945-1990) (London: J.M.Dent, 1993)
- No hi ha treva per a les fúries (No Truce with the Furies, Newcastle upon Tyne: Bloodaxe, 1995)
- Residues (Tarset: Bloodaxe, 2002), edició pòstuma

### Prosa
- Words and the Poet (Cardiff: University of Wales Press, 1964), conferència
- What is a Welshman? (Llandibye: C.Davies, 1974)
- Abercuawg (Llandysul : Argraffwyd gan J. D. Lewis a'i Feibion, 1976), conferència en gal·lès
- Between Here and Now (London: Macmillan, 1981)
- Selected Prose (Bridgend: Poetry Wales Press, 1983), recopilació de Sandra Anstey
- Neb (Caernorfon: Gwasq Gwynedd, 1985) autobiografia en gal·lès
- Blwyddyn yn Llŷn (Caernarfon : Gwasg Gwynedd, 1990), en gal·lès
- Cymru or Wales? (Llandysul: Gomer, 1992)
- Wales: a problem of translation (Londom: Adam Archive Pubs., 1996)
- Autobiographies (London: Dent, 1997), recull d'escrits en prosa traduïts del gal·lès. Comprèn: Y llwybrau gynt (1972), Hunanladdiad y llenor (1977), Neb (1985) i Blwyddyn yn Llŷn (1990)

### Antologies de poesia
- The Batsford Book of Country Verse (London: Batsford, 1961), The Penguin Book of Religious Verse (Harmondsworth: Penguin, 1963), Selected Poems by Edward Thomas (London: Faber & Faber, 1964), A choice of George Herbert's verse (London: Faber & Faber, 1967), A choice of Wordsworth's verse (London: Faber & Faber, 1971)

## Edicions de R.S.Thomas en català
- Thomas, R.S.; Parcerisas, Francesc; Ainaud, Jordi (traductors). El cel de la finestra: poemes escollits.  Barcelona: Columna, 1995 (El Corb, 4). ISBN 8478099220. (Collected poems 1945-1990)
- Thomas, R.S.; Margarit, Joan; Crowe, Ann (editors i traductors). No hi ha treva per a les fúries : poemes seleccionats.  Barcelona: Proa, 2013 (Els Llibres de l'Óssa Menor, 332). ISBN 9788475883472. (No Truce with the Furies)[7]
- Jaume Subirana estava preparant el 2007 una altra edició en català. En el seu blog hom en pot veure alguns tasts